# Марко Лодадіо
Марко Лодадіо (італ. Marco Lodadio; нар. 24 березня 1992 року, Рим, Італія) — італійський гімнаст. Спеціаліст у вправах на кільцях. Призер чемпіонатів світу та Європи, чемпіон Європейських Ігор.

## Спортивна кар'єра
Батьки володіли спортивним залом, де у дев'ятирічному віці спробував себе у гімнастиці, яка стала пристрастю на все життя.

#### 2007
Отримав травму плеча, яка вимагала хірургічного втручання. Процес відновлення тривав протягом двох років.

#### 2015
Під час відбору в команду на кваліфікаційний на Олімпійські ігри чемпіонат світу відчув, що ноги замерзли, через що не зміг виконати діагональ вільних вправ, тому не потрапив до складу команди Італії.
Коли не зміг відібратися на Олімпійські ігри 2016 року в Ріо-де-Жанейро, Бразилія, оголосив про перерву в спортивній кар'єрі, сконцентрувався на тренерській роботі, пропустив чемпіонат світу в Глазго, Шотландія та наступні турніри, був впевнений, що завершить кар'єру через значний тиск суспільства та очікування виключно медалей та перемог. Через чотири місяці бажання тренуватися та насолода від гімнастики повернулись, тому відновив тренування, сконцентрувавшись на реалізації себе у спорті.

#### 2017
На кубках виклику в Копері та Сомбатгеї виборов срібні нагороди у вправі на кільцях.
На чемпіонаті світу, що проходив у жовтні в Монреалі, у вправах на кільцях в кваліфікації посів 13 місце та не пройшов до фінальної стадії змагань.

#### 2018
На чемпіонаті світу в Досі, Катар, разом здобув першу в кар'єрі медаль чемпіонату світу — бронзову нагороду на кільцях, що стало найбільш памятною подією в житті.

#### 2019
У квітні на чемпіонаті Європи у фіналі вправи на кільцях продемонстрував однаковий з російським гімнастом Денисом Аблязіним результат у 14,966 балів, однак через нищу на 0,2 бала оцінку за виконання виборов срібло.
На II Європейських іграх у Мінську, Білорусь, став переможцем у вправах на кільцях.
На чемпіонаті світу в Штутгарті, Німеччина, завершив фінал вправ на кільцях з другим результатом, що принесло срібло світової першості та особисту ліцензію на Олімпійські ігри в Токіо.

#### 2020
Через тривале закриття спортивних залів в Італії через державну програму протидії поширенню коронавірусу встановив кільця на власному подвір'ї, де тренується щодня по три години для підтримання спортивної форми.
У липні було прооперовано праве плече.

## Результати на турнірах
| Рік  | Змагання                  | КБ | ІБ | Вільні вправи | Кінь | Кільця | Опорний стрибок | Паралельні бруси | Перекладина |
| ---- | ------------------------- | -- | -- | ------------- | ---- | ------ | --------------- | ---------------- | ----------- |
| 2013 | Чемпіонат світу           |    |    |               |      | 64     |                 |                  |             |
| 2015 | Чемпіонат Європи          |    |    |               |      | 22     |                 |                  |             |
| 2016 | Чемпіонат Європи          | 7  |    |               |      | 16     |                 |                  |             |
| 2017 | Кубок виклику в Копері    |    |    |               |      | 2      |                 |                  |             |
| 2017 | Кубок виклику в Сомбатгеї |    |    |               |      | 2      |                 |                  |             |
| 2017 | Чемпіонат світу           |    |    |               |      | 13     |                 |                  |             |
| 2018 | Кубок виклику в Копері    |    |    |               |      | 3      |                 |                  |             |
| 2018 | Кубок світу в Досі        |    |    |               |      | 4      |                 |                  |             |
| 2018 | Чемпіонат Європи          |    |    |               |      | 14     |                 |                  |             |
| 2018 | Чемпіонат світу           | 14 |    |               |      | 3      |                 |                  |             |
| 2019 | Кубок світу в Досі        |    |    |               |      | 4      |                 |                  |             |
| 2019 | Кубок світу в Баку        |    |    |               |      | 5      |                 |                  |             |
| 2019 | Чемпіонат Європи          |    |    |               |      | 2      |                 |                  |             |
| 2019 | Європейські ігри          |    |    |               |      | 1      |                 |                  |             |
| 2019 | Чемпіонат світу           | 13 |    |               |      | 2      |                 |                  |             |
| 2021 | Чемпіонат світу           |    |    |               |      | 2      |                 |                  |             |
| 2024 | Чемпіонат Європи          | 3  | 3  |               |      |        |                 |                  |             |